# Danny Ward
Daniel "Danny" Ward, född 22 juni 1993 i Wrexham, är en walesisk fotbollsmålvakt som spelar för Leicester City och Wales fotbollslandslag.

## Karriär
Ward är en produkt av Wrexhams akademi. Den 30 januari 2012 skrev Liverpool kontrakt med Ward för en övergångssumma på cirka 100 000 pund.
I mars 2015 blev han utlånad till Morecambe i en månad. Den 23 juni 2015 skrev Ward ett nytt femårskontrakt med Liverpool, vilket höll honom kvar i klubben fram till 2020.
Den 10 januari 2016 avbröt Liverpool Wards lån till Aberdeen i förtid. Han återvände efter att ha imponerat med 13 matcher utan insläppta mål i alla tävlingar för Aberdeen, vilket gjorde honom till en favorit bland fansen. Den 11 juli 2016 skrev han på ett säsongslångt lån med Championship-laget Huddersfield Town.
Den 20 juli 2018 fullbordade Ward en övergång till Leicester City i Premier League för cirka 12,5 miljoner pund på ett fyraårskontrakt.